# Ambystoma mabeei
Espèce
Statut de conservation UICN

 LC  : Préoccupation mineure
Ambystoma mabeei est une espèce d'urodèles de la famille des Ambystomatidae.

## Répartition
Cette espèce est endémique du Sud-Est des États-Unis. Elle se rencontre dans la plaine côtière des États de Virginie, de Caroline du Nord et de Caroline du Sud.

## Étymologie
Cette espèce est nommée en l'honneur de William Bruce Mabee (1897-).

## Publication originale
- Bishop, 1928 : Notes on some amphibians and reptiles from the southeastern states with a description of a new salamander from North Carolina. Journal of the Elisha Mitchell Scientific Society, vol. 43, p. 153-170.